# Abu Dhabi (Schiff)
Die Abu Dhabi (arabisch بو ظبي, Kennung: P 191) ist eine U-Jagdkorvette der Marine der Vereinigten Arabischen Emirate, die seit 2013 in Dienst steht.

## Einsatzprofil
Wegen der erhöhten Bedrohungslage im Persischen Golf und der Arabischen See baut die Marine der Vereinigten Arabischen Emirate ihre Fähigkeiten zur Operation abseits der Küstengewässer aus.
Wichtigste Aufgabe der Abu-Dhabi-Klasse wird neben Patrouillendienst, Seeraumüberwachung, Aufklärung und Bekämpfung von See- und Landzielen in nationalen und internationalen Einsätzen sein. Einen Schwerpunkt bildet die Abdeckung der U-Jagd-Fähigkeit der Marine der Vereinigten Arabischen Emirate.
Daneben gehört zu den Anforderungen ein guter Selbstschutz gegen See-, Untersee- und Luftziele. Die minimierte Radarreflexionsfläche des Entwurfes berücksichtigt den aktuellen Standard zur Tarnfähigkeit.

## Entwicklung
Die Abu-Dhabi-Klasse basiert auf der Cigala-Fulgosi-Klasse (oder „Comandanti-Klasse“) der italienischen Marine.
Der Bau wurde 2009 mit der Option auf eine zweite Korvette vereinbart. Die Einheiten dieser Klasse haben ein Stealth-Design.
Der Rumpf des Namensgebers der Klasse, die Abu Dhabi, wurde von Fincantieri in der Werft in Riva Trigoso (Genua) gebaut und nach dem Transfer per Ponton in Muggiano (La Spezia) fertig ausgerüstet.
Die Schiffstaufe fand am 15. Februar 2011 statt, am gleichen Tag mit der Kiellegung des ersten Patrouillenbootes der Falaj-2-Klasse und dem ersten Metallanschnitt für das zweite Boot derselben Klasse.

## Einheiten
Die Klasse besteht bisher nur aus dem Typschiff, das am 8. Januar 2013 zusammen mit der Ghantut der Falaj-2-Klasse an die Marine der Vereinigten Arabischen Emirate übergeben wurde. Die Option auf ein zweites Schiff wurde bei Vertragsschluss vereinbart.